# Inspired
《Inspired》는 2017년 6월 9일에 발매된 마일리 사이러스의 노래이다. RCA 레코드에 의해 발매되었다.

## 곡 목록
| #  | 제목         | 재생 시간 |
| -- | ------------ | --------- |
| 1. | 〈Inspired〉 | 3:21      |